# Om 't Wedde
Om 't Wedde is een straat in de historische stadskern van de Nederlandse plaats Montfoort. De straat verbindt de Hoogstraat en Onder de Boompjes met de Heilig Levenstraat.
De straatnaam is afgeleid van het zogenaamde paardenwed dat vroeger op deze plaats lag; een plaats waar paarden kunnen drinken en waden. Tegenwoordig staat hier de Geboorte van de Heilige Johannes de Doperkerk. In archiefstukken wordt de naam  Om 't Wedde voor het eerst genoemd in de zeventiende eeuw.

## Afbeeldingen

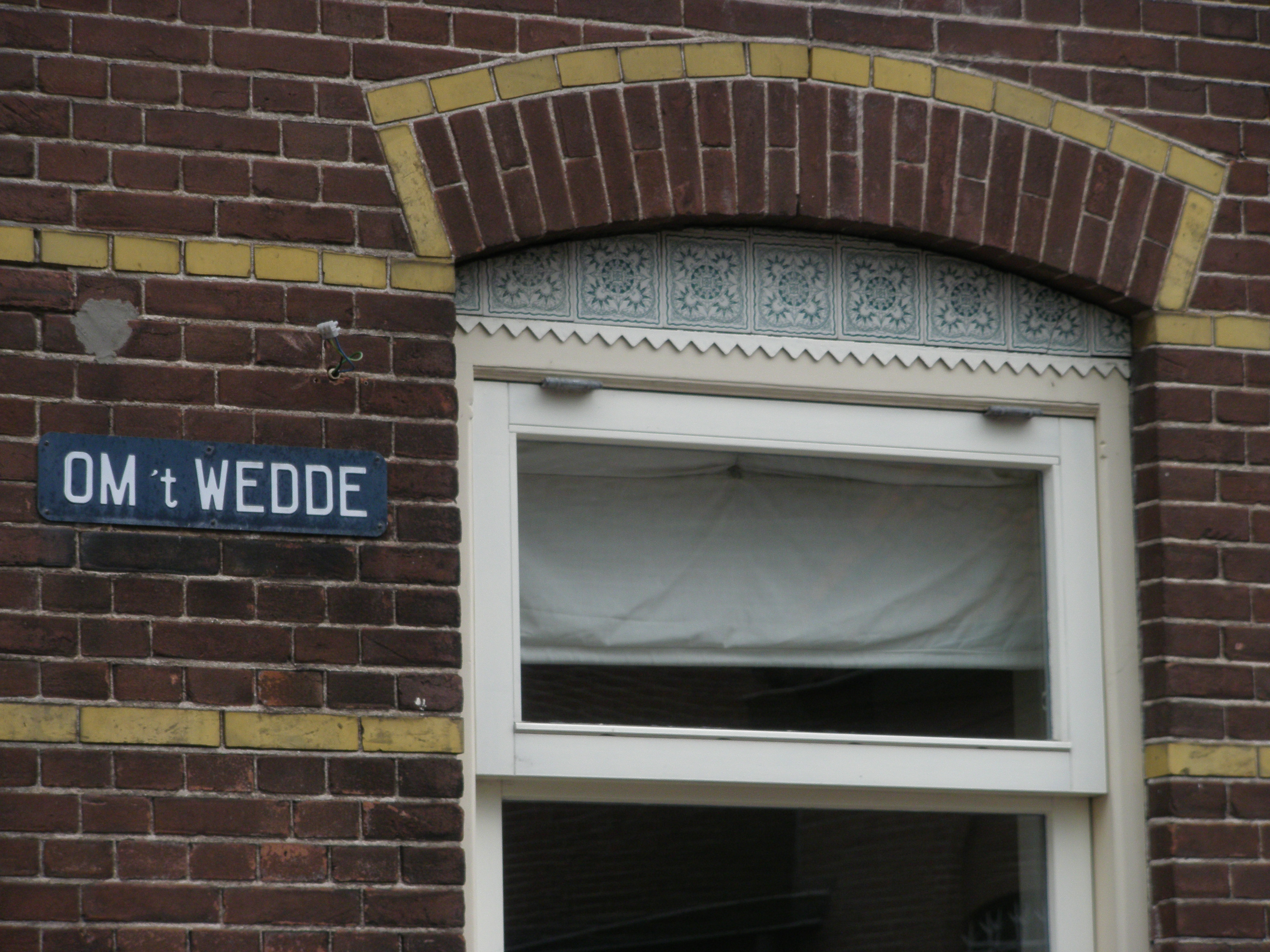
Straatnaambord aan pand in art-deco-stijl
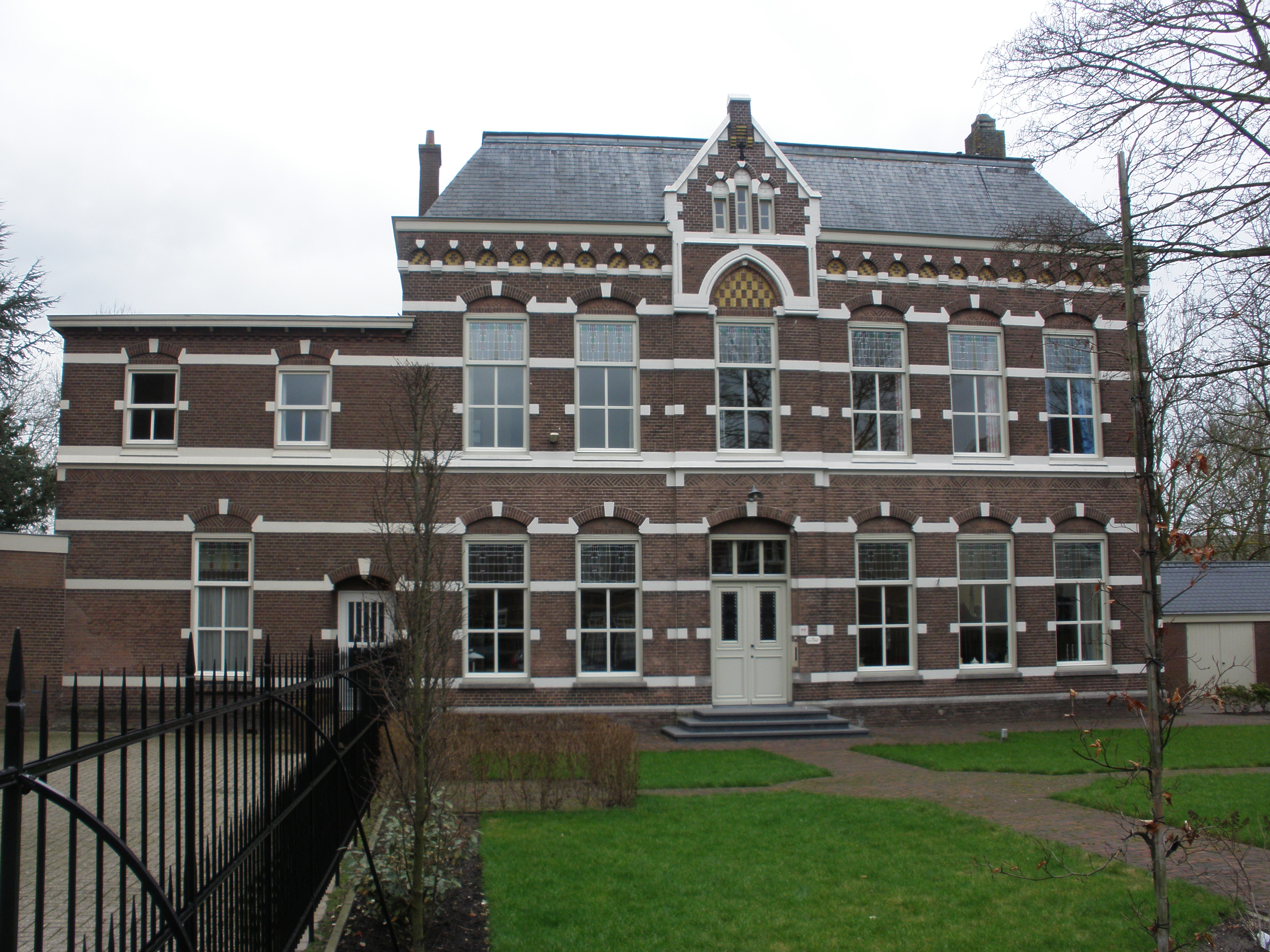
Pastorie

Achterstraat ·
Blindeweg ·
Bovenkerkweg ·
De Plaats ·
Doeldijk ·
Havenstraat ·
Heeswijkerpoort ·
Heilig Levenstraat ·
Hofdijk ·
Hofstraat ·
Hoogstraat ·
Julianalaan ·
Keizerstraat ·
Lieve Vrouwegracht ·
Lindeboomsweg ·
Mannenhuisstraat ·
Mastwijkerdijk ·
Molenstraat ·
Om 't Hof · 
Om 't Wedde · 
Onder de Boompjes ·
Oude Boomgaard ·
Schoolstraat  ·
Slotlaan ·
Vrouwenhuisstraat ·
Waardsedijk ·
Waterpoort ·
Willeskopperpoort ·
IJsselplein ·
IJsselkade ·
IJsselveld